# 叶龄银
叶龄银（？—？），浙江温州人，中华人民共和国政治人物。

## 生平
早年入读温州中学，参加温州一二九运动。1937年春，黄先河受命领导白区工作团进驻温州，介绍叶龄银加入中国共产党。1939年，他以南岸小学校长身份从事地下工作。1941年，国民政府乐清县当局开始搜捕中共党员。11月，叶龄银在石湖乡领导农会开展减租斗争时被捕，但在押解途中他被当地挑水群众解救脱险。1942年1月，中共台属特委任命叶龄银以中共玉环特派员、吕平为玉环港南特派员。5月，玉环共产党组织划归中国共产党浙南特别委员会领导。叶龄银隐蔽在楚门东方小学，组织“东方之友”学会、出版《东方校友通讯》，并成立“浙东青年救国会楚门委员会”，作为中国共产党的外围组织。10月，中共楚门知青支部成立。11月，叶龄银因病回乐清，中共乐清县委特派员邱清华来玉环接管组织。
1944年9月，他找到乐清县渔民协会会长张克明，动员协调组织渔民抗日特务队（编号警四）。1945年2月，国民政府乐清县长刘朗泉命令警四将领到乐清县府受训，企图抓捕。作为中共乐清县委委员，他策动领导2月24日警四中队起义，并成立乐清人民抗日委员会，他出任副主任（主任为王鸣皋），史称虹桥起义。
1949年4月至5月，担任浙南人民临时行政委员会委员。1951年，叶龄银调离乐清，出任中国共青团温州地工委书记，之后历任中央组织部党员管理处组织员，上海利华造纸厂党委书记，上海市制鞋工业公司及上海市皮革工业公司副经理，上海市轻工业技工学校校长等。1985年离休。